# 11770 Rudominkowski
11770 Rudominkowski là một tiểu hành tinh vành đai chính với chu kỳ quỹ đạo là 2067.4762214 ngày (5.66 năm).
Nó được phát hiện ngày 30 tháng 9 năm 1973.